# Campylaea
Campylaea é um género de gastrópodes pertencentes à família Helicidae.
As espécies deste género podem ser encontradas no sul da Europa.
Espécies:
- Campylaea doderleiniana (Monterosato, 1869)
- Campylaea hirta (Menke, 1830)
- Campylaea illyrica (Stabile, 1864)
- Campylaea lefeburiana (Férussac, 1821)
- Campylaea ljubetenensis (Wagner, 1914)
- Campylaea macrostoma (Rossmässler, 1837)
- Campylaea padana (Stabile, 1864)
- Campylaea planospira (Lamarck, 1822)
- Campylaea pouzolzi
- Campylaea sadleriana (Rossmässler, 1838)
- Campylaea trizona (Rossmässler, 1834)